# Lac Pavin
Pour les articles homonymes, voir Pavin.
Le lac Pavin est un lac d'origine volcanique situé dans les monts Dore, en Auvergne-Rhône-Alpes (Massif central), sur le territoire de la commune de Besse-et-Saint-Anastaise (Puy-de-Dôme). Formé par phréatomagmatisme il y a 6 900 ans, ce lac de cratère est le plus jeune volcan de France métropolitaine.

## Description
Situé à une altitude de 1 197 m, le lac s'est formé par phréatomagmatisme, autrement dit il s'agit d'un maar. De forme globalement circulaire avec un diamètre de 700 à 800 m et une superficie de 44 ha, il a une profondeur moyenne de 29,5 m et une profondeur maximale de 92 m, ce qui en fait le plus profond d'Auvergne (soit un volume d'environ 13 millions de  m3 d'eau).
Il est visité par environ 200 000 personnes par an. La rivière Couze Pavin qui passe à 300 m du lac n'est que partiellement alimentée par ce dernier.
Il est d'origine très récente contrairement au massif des monts Dore. Il semble qu'il se soit formé après la période d'activité volcanique qui a créé la chaîne des Puys, soit il y a environ 6 900 ans, ce qui en fait un des plus jeunes édifices volcaniques de France métropolitaine. Il n'est pas lié à la chaîne des Puys. L'explosion qui l'a formé fut très violente : des traces de cet événement ont été retrouvées jusque dans les sédiments du lac Léman et dans d'autres lacs suisses, et le volume de l'éruption est estimé à 75 millions de  m3.
Par temps clair, le ciel bleu se reflétant dans l'eau, il apparaît très coloré, presque bleu-nuit. Par temps d'orage, par contre, ses eaux profondes apparaissent très sombres ; c'est sans doute ce qui lui a valu son nom de Pavin (du latin pavens, épouvantable).
Les eaux oxygénées du lac Pavin abritent du zooplancton et des poissons notamment l'omble chevalier évoluant en eau profonde (30 à 70 m). Les eaux profondes ont une densité de plus de 10 millions de bactéries par millilitre d'eau (densité dix fois supérieure à celle des lacs standard), notamment des archées méthanogènes (c'est-à-dire productrices de méthane), ainsi que d'autres espèces consommatrices de ce même gaz, certaines archées parviendraient à oxyder une partie du méthane qu'elles produisent pour le consommer.

## Toponymie
« Pavin » est une francisation de son nom occitan local : Lac Pavent qui signifie « lac effroyable ». 
Ce même mot vient du latin pavens (participe adjectivé de pavere qui signifie « être frappé d'épouvante »). Le nom du « lac Pavin » signifierait donc, mot pour mot tant en occitan qu'en son ancêtre le latin, « lac épouvantable ».

## Lac méromictique
Le lac Pavin présente une caractéristique unique en France : c'est un lac méromictique, classé officiellement comme tel en 1951. Le mélange des eaux, annuel ou bisannuel, ne s'effectue que sur les 60 premiers mètres : cette  propriété s'explique par la forme presque conique du volume d'eau, sa situation encaissée et protégée des vents et l'existence de sources souterraines qui minéralisent les eaux profondes et les rendent plus denses.
Les eaux anoxiques du fond lacustre, entre 60 et 92 mètres, sont ainsi confinées et sont chargées en gaz tels que le dioxyde de carbone, l'azote, le méthane et le sulfure d'hydrogène, liés à la décomposition de la matière organique et qui leur confère une odeur nauséabonde ; la teneur en gaz fait l'objet d'une surveillance car une augmentation pourrait entraîner des risques de dégazage catastrophique, phénomène appelé « éruption limnique » par certains chercheurs, mais selon les travaux d'Haroun Tazieff, il pourrait s'agir d'éruption phréato-gazeuse. Selon les scientifiques, le lac Pavin n'est pas arrivé à saturation et présente un état d'équilibre peu dangereux actuellement. Cependant, des mouvements de terrain (chutes importantes de rochers) ou sismiques pourraient rompre cet équilibre et entraîner un dégazage soudain.

## Nouvelles hypothèses concernant l'activité du lac Pavin

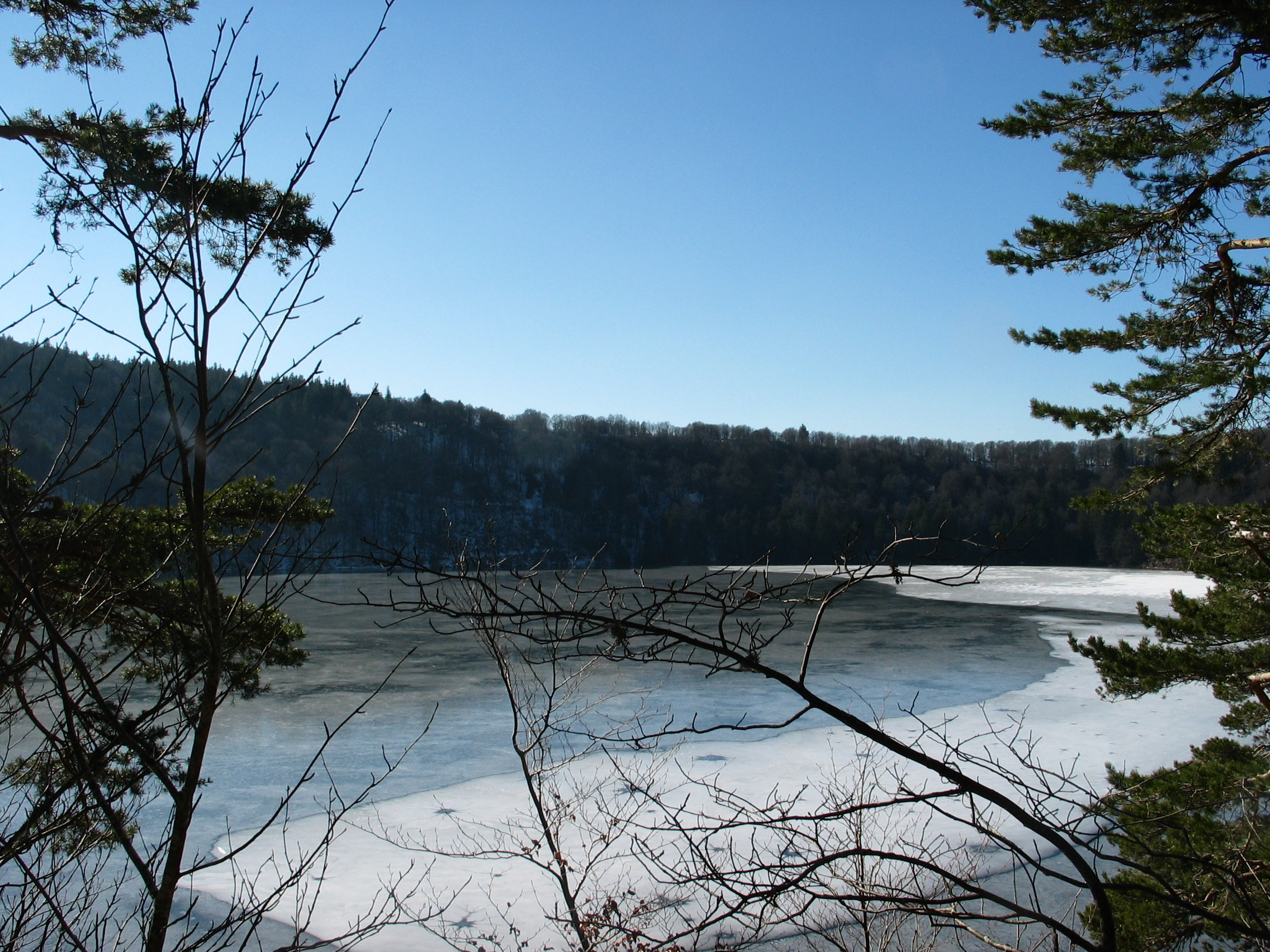
Vue sur le lac partiellement gelé.

Le lac a été étudié par des savants dès le XVIIIe siècle : le comte de Montlosier dans son Étude sur les volcans d'Auvergne de 1789 a l'intuition que le lac est issu d'une « explosion pulvérulente ». Ses caractéristiques originales (lac méromictique et pristine) font qu'il est depuis très étudié, notamment pour ce qui concerne l'hydrobiologie. Des équipes scientifiques rattachées au CNRS de Lyon, Paris, Clermont-Ferrand et Orléans ont mis à l'eau en 2013 une plateforme permettant d'effectuer des prélèvements au milieu du lac. 
L'activité volcanique du secteur du lac Pavin fait l'objet d'un débat au sein de la communauté scientifique :
- Activité volcanique

Alors qu'il est communément admis que le système Montchal-Pavin (le puy de Montchal situé près du lac à 1 400 m d'altitude ayant formé un cône volcanique de trachy-basalte) est entré en éruption il y a environ 6 900 ans pour le lac Pavin et 7 000 ans pour le puy de Montchal, une deuxième phase péri-volcanique se serait produite il y a seulement 3 500 à 2 000 ans, puis il y a 750 ans et des émanations gazeuses persistent encore de nos jours.
- Montée des eaux et débordements

Le lac aurait débordé plusieurs fois au cours de son histoire, l'événement le plus récent aurait déposé des coulées de boue dans la vallée de la Couze il y a environ 750 ans ; ces coulées de boue ont été cartographiées, datées et analysées par les deux chercheurs précédents.
- Activités sismiques

Des mouvements de terrain (glissements de terrain ou séisme) auraient eu lieu au sein du lac ou à proximité, ce qui a provoqué l'apparition de turbidités au sein du lac et ce qui a pu libérer des gaz toxiques, à l'instar du lac Nyos. Un manuscrit de 1650, intitulé Le Pavin et le creux de Soucy, décrit un lac aux eaux tourbillonnantes et recouvertes de brouillards, à l'origine possible des légendes qui entourent ce lac.
Il est possible que les légendes concernant le Pavin soient liées partiellement, voire totalement à ces risques naturels.
Ces travaux furent présentés par les deux chercheurs lors d'un colloque scientifique international organisé à Besse en 2009, durant lequel deux faits furent mis en évidence
1. la mise en évidence de ces coulées de boue a été actée par l'ensemble de la communauté scientifique, et a donné lieu à de nouvelles recherches toujours en cours.
2. les équipes du laboratoire Magmas et volcans rejettent l'hypothèse d'un épisode volcanique du cratère Pavin postérieur à 6 900 BP (ce qui n'a jamais été affirmé par les deux inventeurs, qui évoquent des phénomènes péri-volcaniques et non purement volcaniques pour le cratère Pavin depuis 6 900 ans).

En 2023-2024, une centaine de sismomètres à large bande ont été installés temporairement pour sonder la structure profonde du Massif central, complétant le réseau large bande permanent de l'infrastructure de recherche Epos-France. L'analyse des données a permis de détecter quelques séismes profonds de longue période, localisés près de la limite croûte-manteau sous les volcans de la chaîne des Puys et de la région du lac Pavin. Ces séismes, interprétés comme le résultat de la présence de magma en activité en profondeur, indiquent probablement que les réservoirs magmatiques profonds sous certains volcans du Massif central sont toujours actifs,.

## Légendes

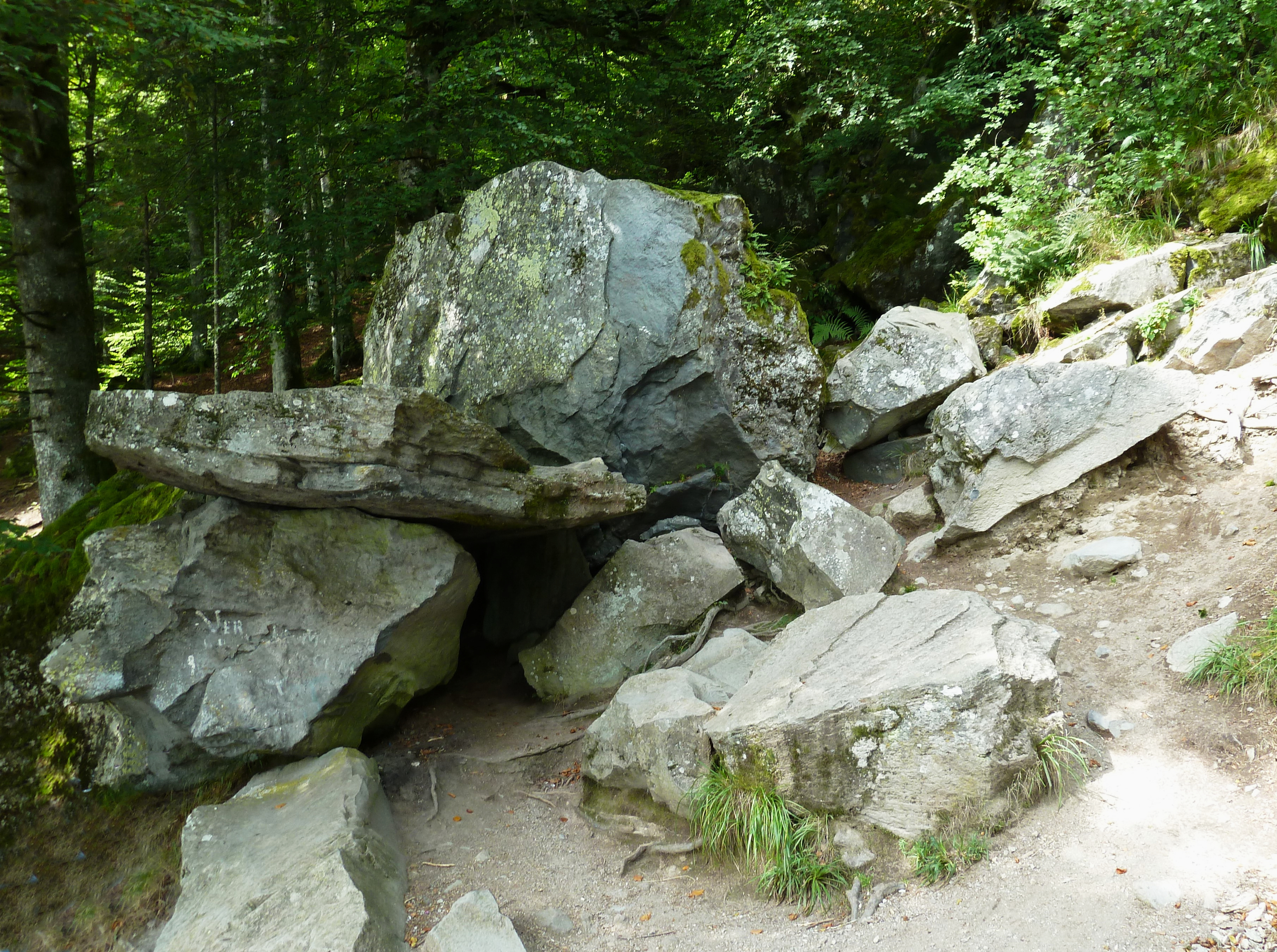
Lac Pavin, la « chaise du diable »

Ce lac sombre, qui semble sans fond, est à l'origine de plusieurs légendes : « lac du diable », lac dans lequel s'est jeté le seigneur Roupoutou (ou le diable qui selon une autre version sortait du lac en créant des tourbillons) : ses cadeaux à une jeune femme de Besse dont il était amoureux étant refusés, il s'assit sur la « chaise du diable » (deux pierres planes qui semblent former un siège), ses pleurs inondèrent le village de Besse, aussi il pensa qu’il avait noyé la femme qu’il aimait et se suicida. Une version proche veut que ce soit Dieu qui noya la cité sous des eaux diluviennes afin de punir ses habitantes aux mœurs légères.
D'autres légendes racontent que, si on jette une pierre en plein milieu du lac, il se réveille et qu'un jet de pierres le 31 décembre à minuit permet d'entendre les cloches de l’ancienne église de Besse sonner.

## Représentation dans la culture

### Télévision
Le site est le lieu principal du téléfilm Meurtres en Auvergne (2016) de la collection de téléfilms policiers franco-belge dénommée Meurtres à....

## Escalade
Le site d'escalade, situé sur le bord ouest du lac Pavin, est une falaise issue d'une coulée basaltique échappée du puy de Montchal distant d'à peine plus d'1 km. Bien que située à 1 200 mètres d'altitude, cette falaise est orientée sud-ouest et l'escalade peut donc se pratiquer d'avril à décembre. Les voies parcourent des orgues basaltiques où alternent des dièdres (à larges fissures au fond) et des piliers rectilignes. Initialement équipé par le peloton de gendarmerie de montagne de Super-Besse, le site offre 24 voies de 20 à 25 m de haut, cotées de 4 à 6c, avec prédominance des niveaux 6a et 6b.

## Galeries de cartes postales anciennes du Lac

Photos du lac en 1929
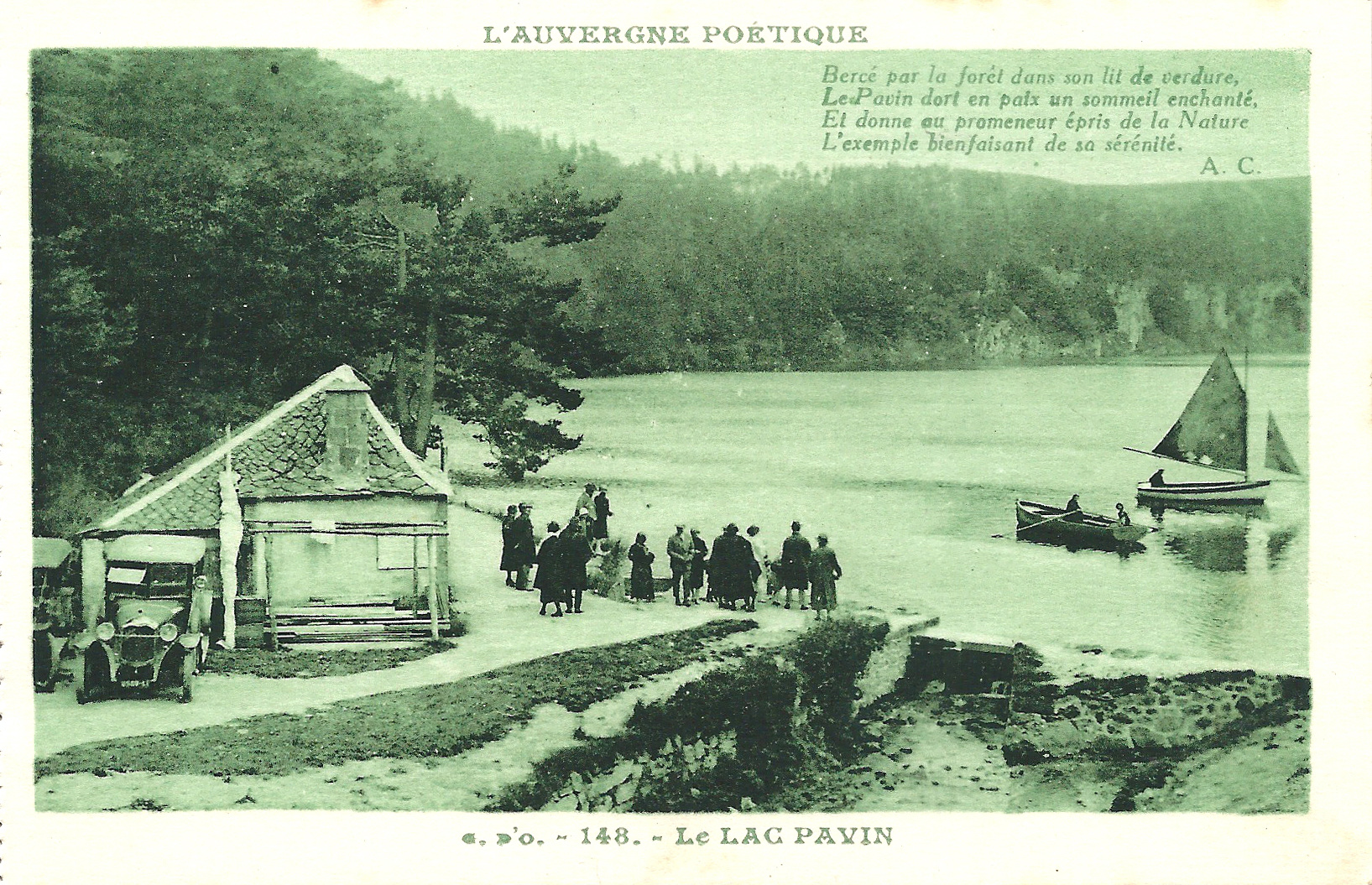
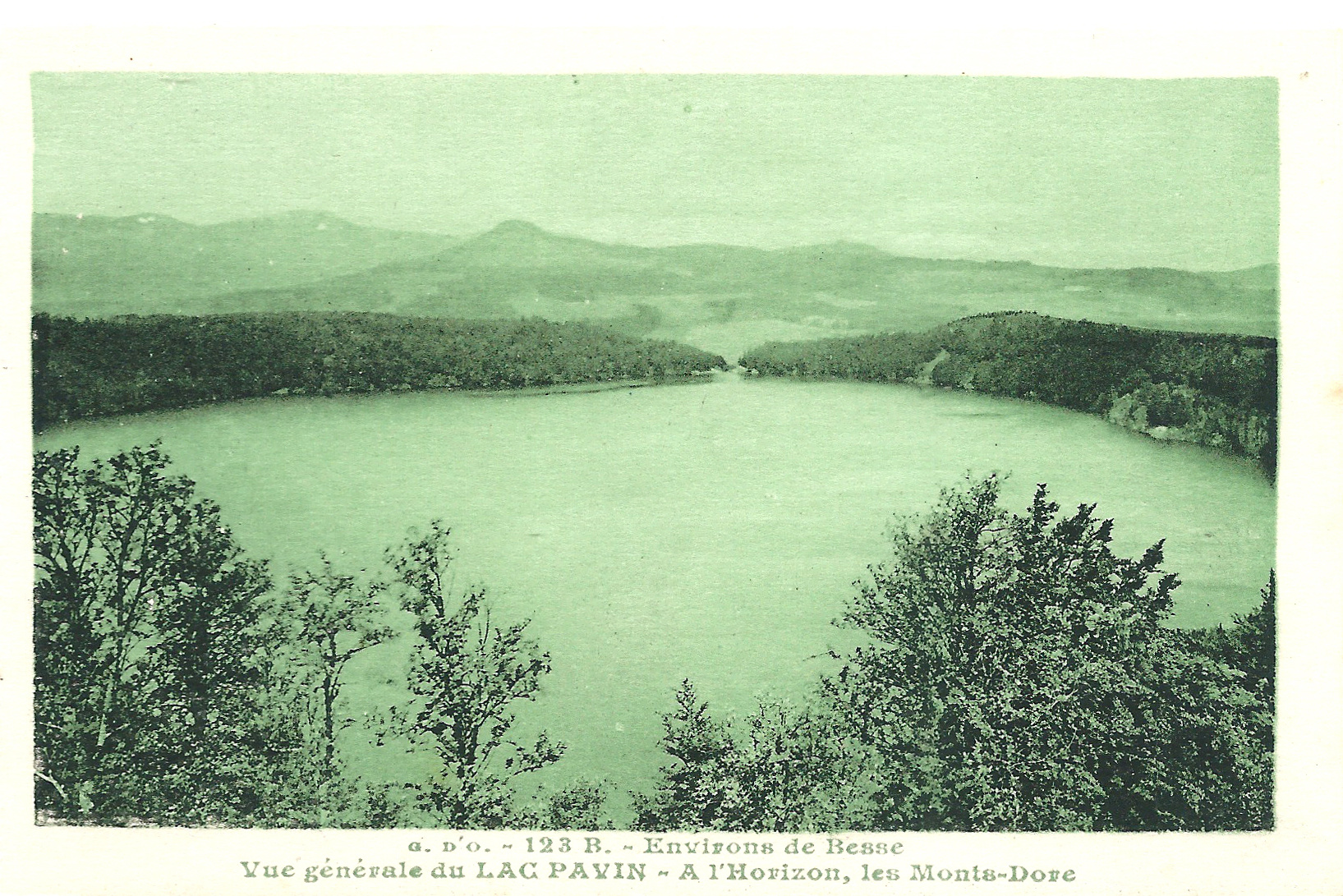
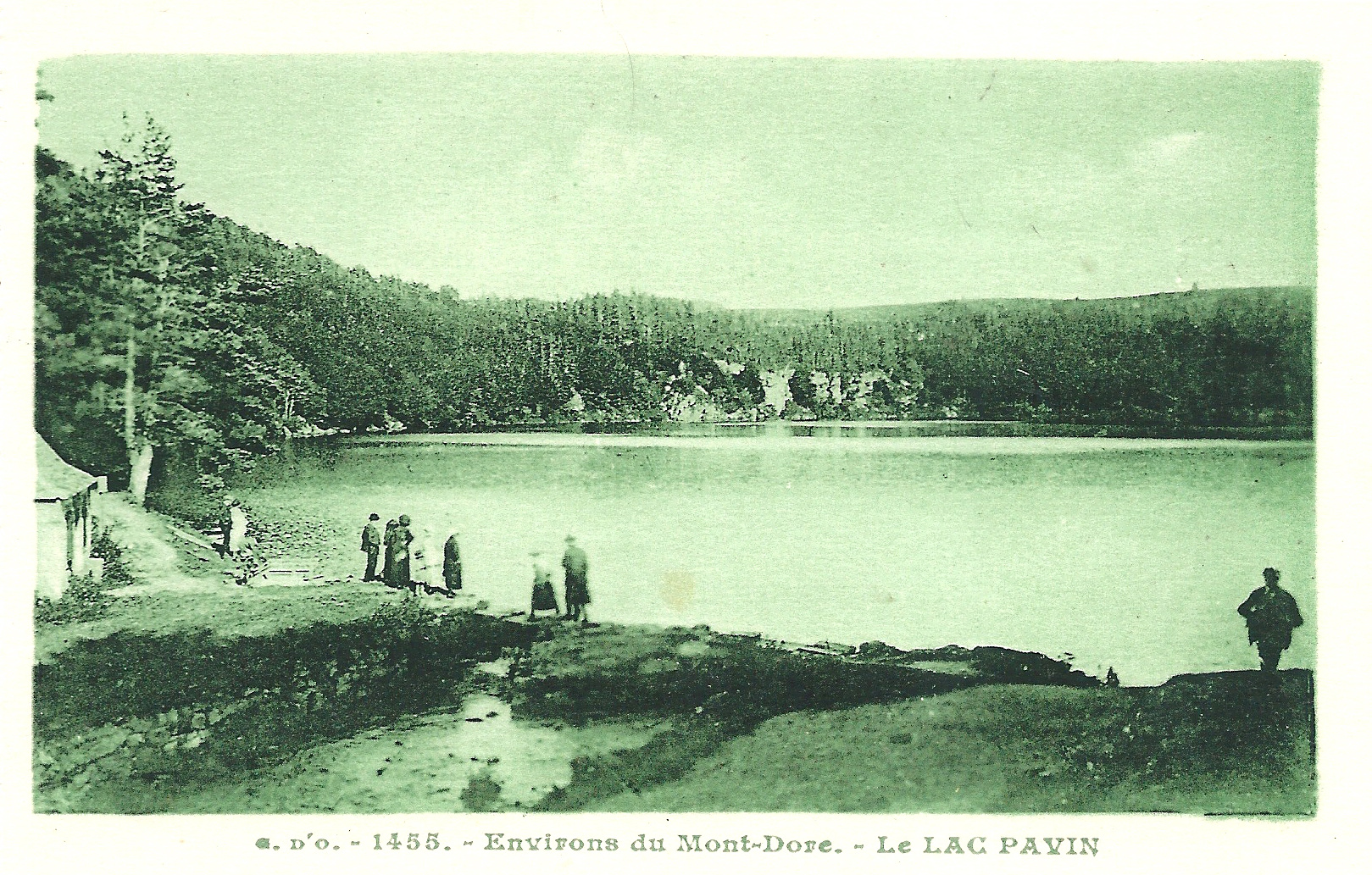
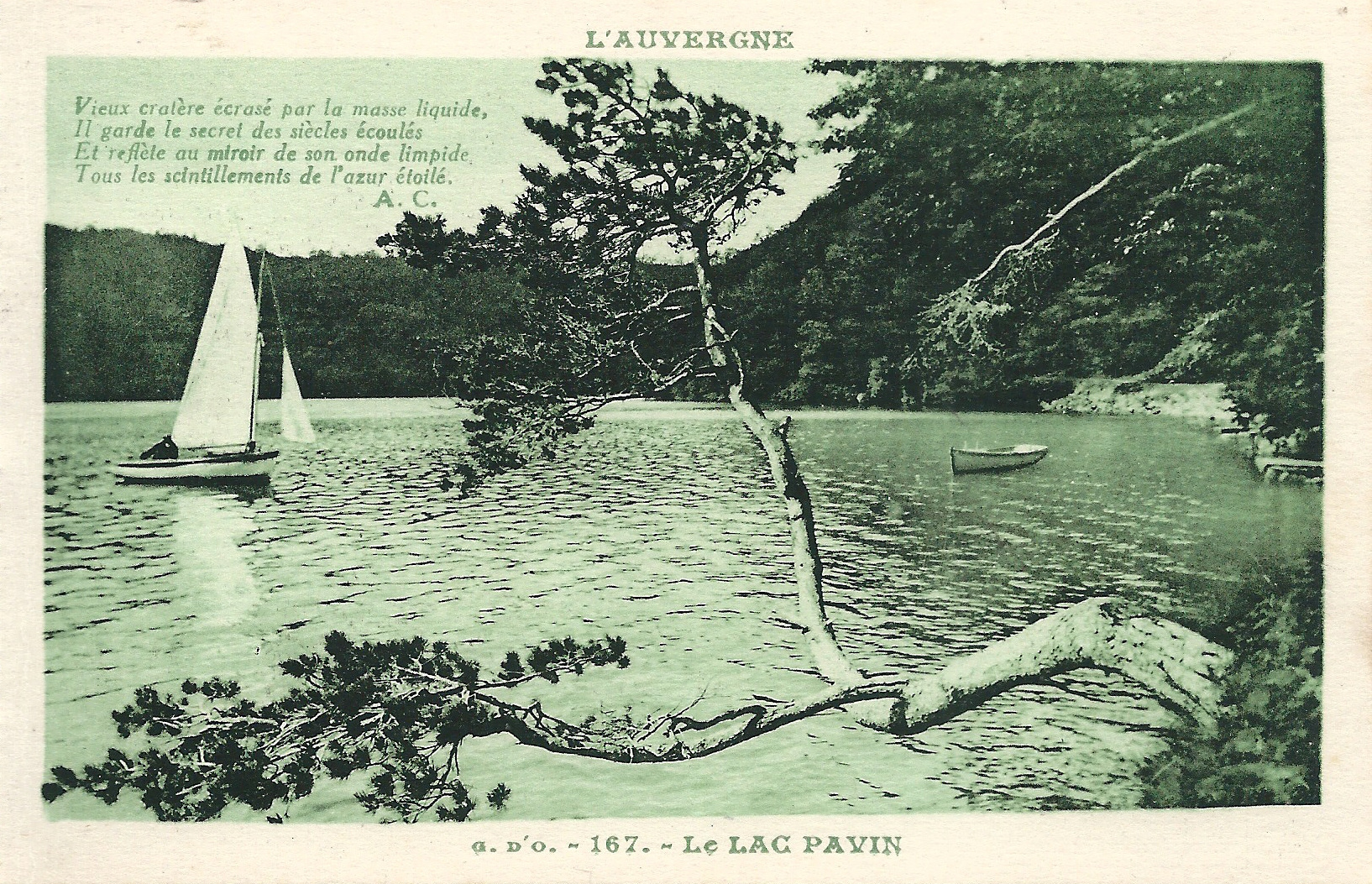